# استون کرایسوایک
استون کرایسوایک (هلندی: Steven Kruijswijk؛ زادهٔ ۷ ژوئن ۱۹۸۷) دوچرخه‌سوار اهل هلند است.
از باشگاه‌هایی که در آن رکاب زده‌است می‌توان به تیم لوتوان‌ال–یومبو، دلتا سایکلینگ روتردام، و تیم دوچرخه‌سواری رابوبانک دولوپمنت اشاره کرد.